# خدمات لندن النهرية
خدمات لندن النهرية (بالإنجليزية: London River Services) هي فرع من هيئة النقل في لندن الذي تدير خدمات نقل الركاب - منها الخدمات السياحية الموجهة للترفيه وخدمات الركاب - على نهر التايمز في لندن. وهي تتولى الترخيص لخدمات المشغلين ولا تمتلك أو تشغل أي قوارب بنفسها (باستثناء عبارة وولويتش).  كانت الخدمة النهرية لعدة قرون وسيلة نقل شائعة في لندن، لكنها تقلصت في أوائل القرن العشرين، فمع انتشار الجسور والأنفاق تم تعزيز وسائل النقل الأخرى (والحد من حركة المرور النهرية). حيث انحصرت الخدمات الرئيسية الوحيدة عبر النهر في اتجاه مجرى النهر حيث يكون النهر أوسع.
في عام 1997 جرى إطلاق إستراتيجية «التايمز 2000» بهدف إحياء شبكة خدمات الأنهار في لندن، وهو مشروع بقيمة 21 مليون جنيه إسترليني لإعادة إحياء نهر التايمز وترقبا لاحتفالات الألفية، وإنشاء خدمات نقل ركاب جديدة على نهر التايمز.

## نبذة تاريخية
قبل بناء جسور لندن ومترو الأنفاق كان نهر التايمز ولعدة قرون بمثابة الطريق الرئيسي. بدأت محاولات تنظيم نقل الركاب والبضائع في عام 1197 عندما باع الملك ريتشارد الأول حقوق التاج على نهر التايمز إلى شركة مدينة لندن وترخيص القوارب على النهر. في عام 1510 منح هنري الثامن ترخيصًا إلى ملاحي القوارب المائية بالحق الحصري لنقل الركاب على النهر،  وفي عام 1555 صادق البرلمان على إنشاء نقابة لملاحي ومراكب النقل للتحكم في حركة المرور في نهر التايمز.
لقرون كان عبور النهر بواسطة القوارب الخشبية هي وسيلة النقل الشائعة وكان الجسر الوحيد عبر نهر التايمز هو جسر لندن. وفي عام 1905 أطلق مجلس مقاطعة لندن خدمة النقل النهري العام المرتبطة بشبكة الترام الجديدة الخاصة بالمدينة، وبناء بنية تحتية من مراسي وأسطول كبير من 30 سفينة بخارية مجدافية. برحلات مستمرة تعمل من هامرسميث إلى غرينتش. تم إيقاف الخدمة في عام 1907 بعد عامين فقط من الخدمة بعد أن تراكمت عليها الديون.  في عام 1997 أطلق وزير الدولة للنقل جون بريسكوت مشروع التايمز 2000. وكان نتيجة ذلك تأسيس شركة خدمات لندن النهرية (LRS) في عام 1999.
اليوم تقوم خدمات لندن النهرية بمسؤولية ربط ودمج النقل النهري مع بقية شبكة النقل العام، مثل المترو والحافلات. وترويج خدمات القوارب وجدولة الرحلات. ومسؤولة أيضًا عن الإدارة المباشرة لثمانية أرصفة على النهر.

## الخدمات
تختلف أنماط الخدمة المعلنة حسب الموسم. وهي مقسمة إلى ثلاثة أنواع رئيسية:

### خدمات ركاب الحافلة النهرية

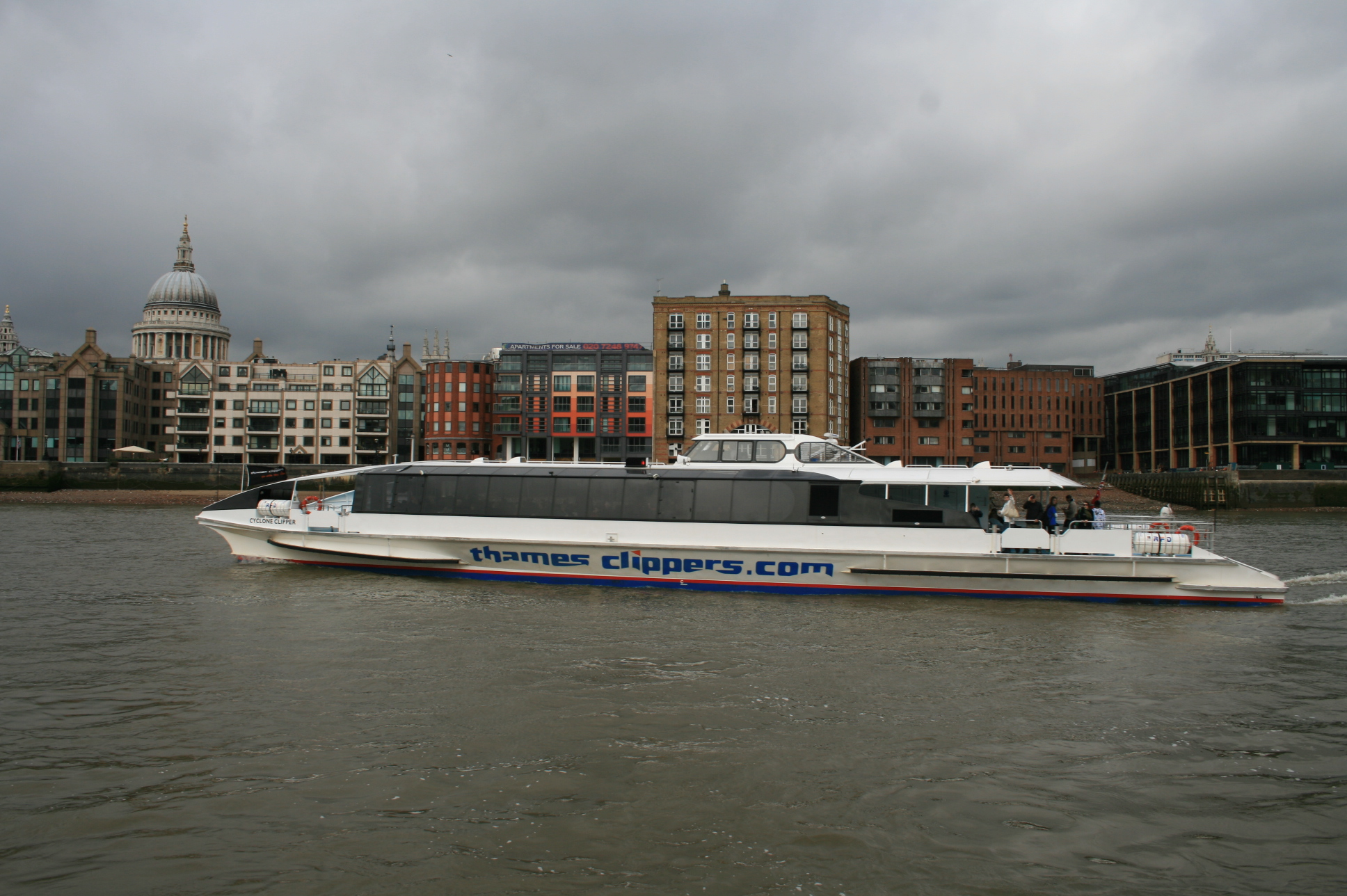
قارب للركاب على النهر

تعمل خدمات الحافلات النهرية وفقًا لجدول زمني خلال اليوم مع مراعاة ساعات الذروة. تعمل معظم الخدمات طيلة السبعة أيام في الأسبوع والبعض لا يعمل في عطلات نهاية الأسبوع. وتشمل خطوط العمليات الرئيسية ما يلي:
|  | الخدمة | المسار                                        | ملاحظة |
|  | ------ | --------------------------------------------- | ------ |
|  | RB1    | رصيف محطة الطاقة باترسي ↔ رصيف وولويتش ارسنال | [ 6 ]  |
|  | RB1X   | رصيف وستمنستر ↔ رويال وارف                    | [ 7 ]  |
|  | RB2    | محطة طاقة باترسي ↔ تاور                       | [ 8 ]  |
|  | RB5    | شمال غرينتش ↔ وولويتش ارسنال                  | [ 9 ]  |
|  | RB6    | باتني ↔ تاور                                  | [ 10 ] |
|  | RB6A   | كناري وارف ↔ باتني                            | [ 11 ] |

### خدمة العبارات

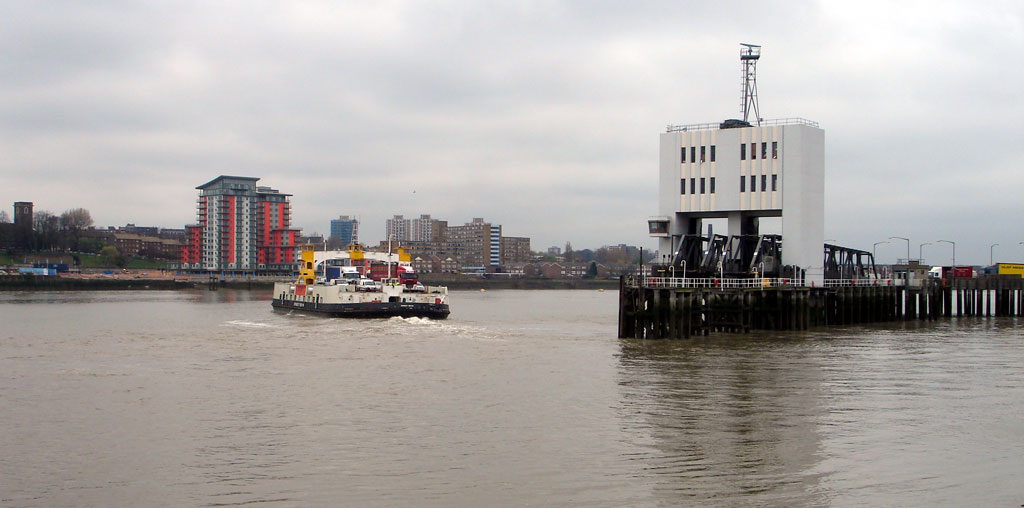
عبارة وولويتش للركاب والمركبات

يضيق نهر التايمز في مناطق في وسط لندن، بدرجة تسمح لوجود العديد من الجسور. ومع ذلك فإن النهر يتسع في مناطق على امتداد النهر. وتتاح خدمتان للعبارات قيد التشغيل:
|  | الخدمة                         | المسار                            | ملاحظة |
|  | ------------------------------ | --------------------------------- | --- |
|  | RB4 عبارة كناري وورف - روثرهيث | رصيف كناري وورف ↔ رصيف نيلسون دوك | يخدم فندق دبل تري باي هيلتون في روثرهيث. تعمل القوارب تقريبًا كل 10 دقائق، ويمكن استخدامها من قبل نزلاء الفندق وغيرهم من الركاب.                                |
|  | عبارة وولويتش                  | وولويتش ↔ نورث وولويتش,           | خدمة مجانية لعبارات المركبات والركاب المشاة بالقرب من محطة الملك جورج. وبالنسبة للمركبات تربط الخدمة طرق لندن الدائرية الشمالية والجنوبية في نهاياتها الشرقية. |

### الخدمات الترفيهية

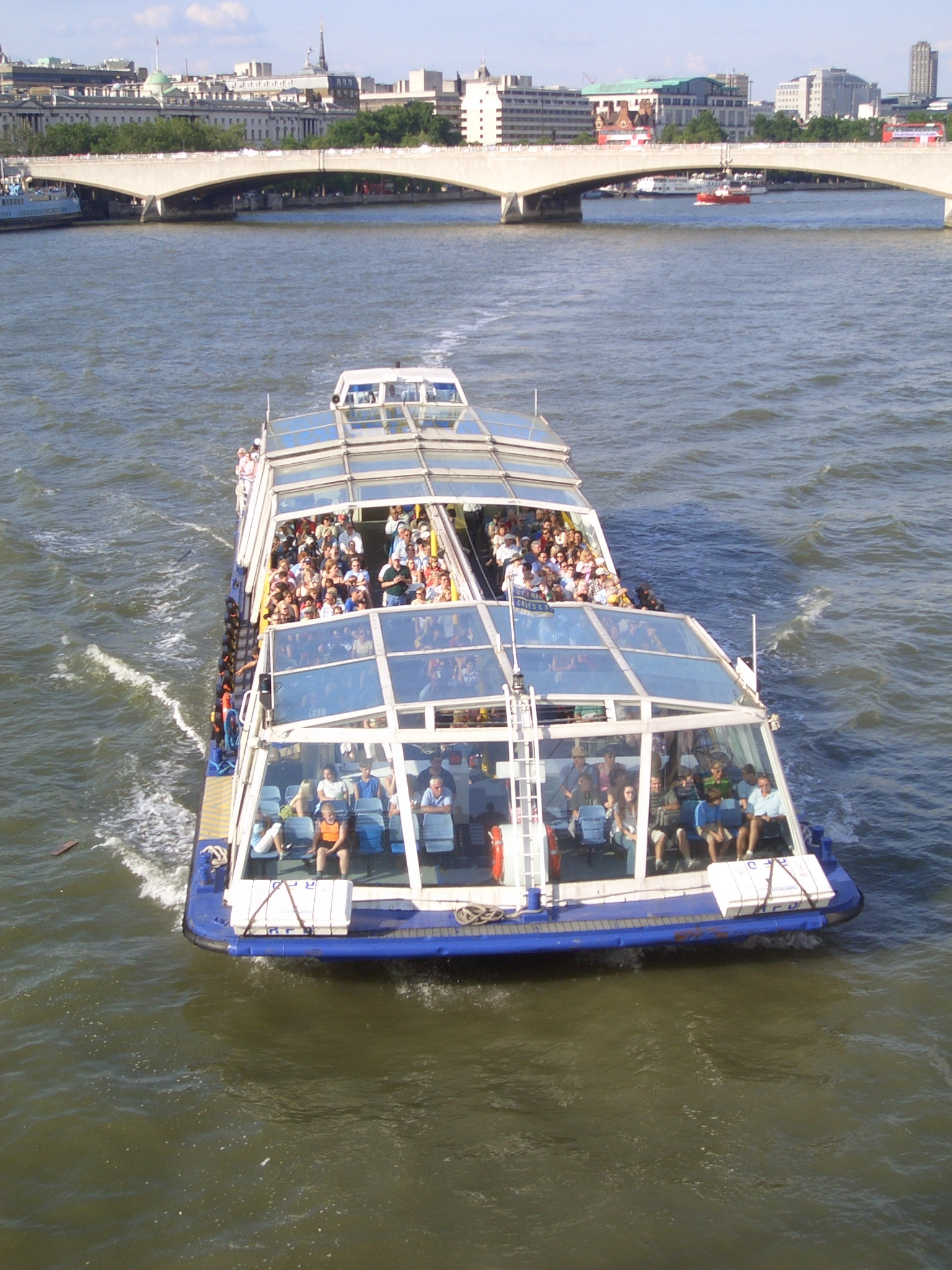
قارب سياحي على نهر التايمز

تتركز خدمات القوارب الترفيهية بشكل أساسي على سوق السياحة؛ تقدم بعض شركات القوارب خدمات مجدولة منتظمة ، وقد تعمل شركات أخرى مرتين يوميًا ، أو في أيام معينة فقط من الأسبوع ، أو خلال أشهر معينة فقط من العام. يمكن أيضًا استئجار القوارب للتأجير الخاص. غالبًا ما تكون الوجهات مناطق جذب سياحي مثل صالات معرض تيت أو قصر هامبتون كورت.
- بانكسايد - واترلو - ميلبانك (من وإلى معرض تيت)
- من رصيف فستیفال - جولات عالية السرعة.
- رحلة نهر عين لندن
- جولات عبر النهر.
- رحلة مساء الأحد لنهر التايمز من رصيف غرينتش.
- رحلات بحرية السياحية بواسطة السفن البخارية من رصيف تاور.
- ريتشموند - كينجستون - هامبتون كورت.
- تيلبوري / جريفسيند - غرينتش.

وستمنستر - كيو - ريتشموند - هامبتون كورت.
- وستمنستر - خدمة سانت كاثرين الترددية.
- وستمنستر - ووترلو - برج - غرينتش.
- رصيف وستمنستر - جولات ريب عالية السرعة.

- رصيف وستمنستر - رصيف جسر البرج - رصيف غرينتش - رصيف حدائق حاجز النهر (تدار بواسطة خدمات نهر التايمز).

## الأرصفة
هناك 24 رصيفًا نهر التايمز في لندن، منها 8 تدار مباشرة بواسطة خدمات لندن النهرية.

### قائمة الأرصفة

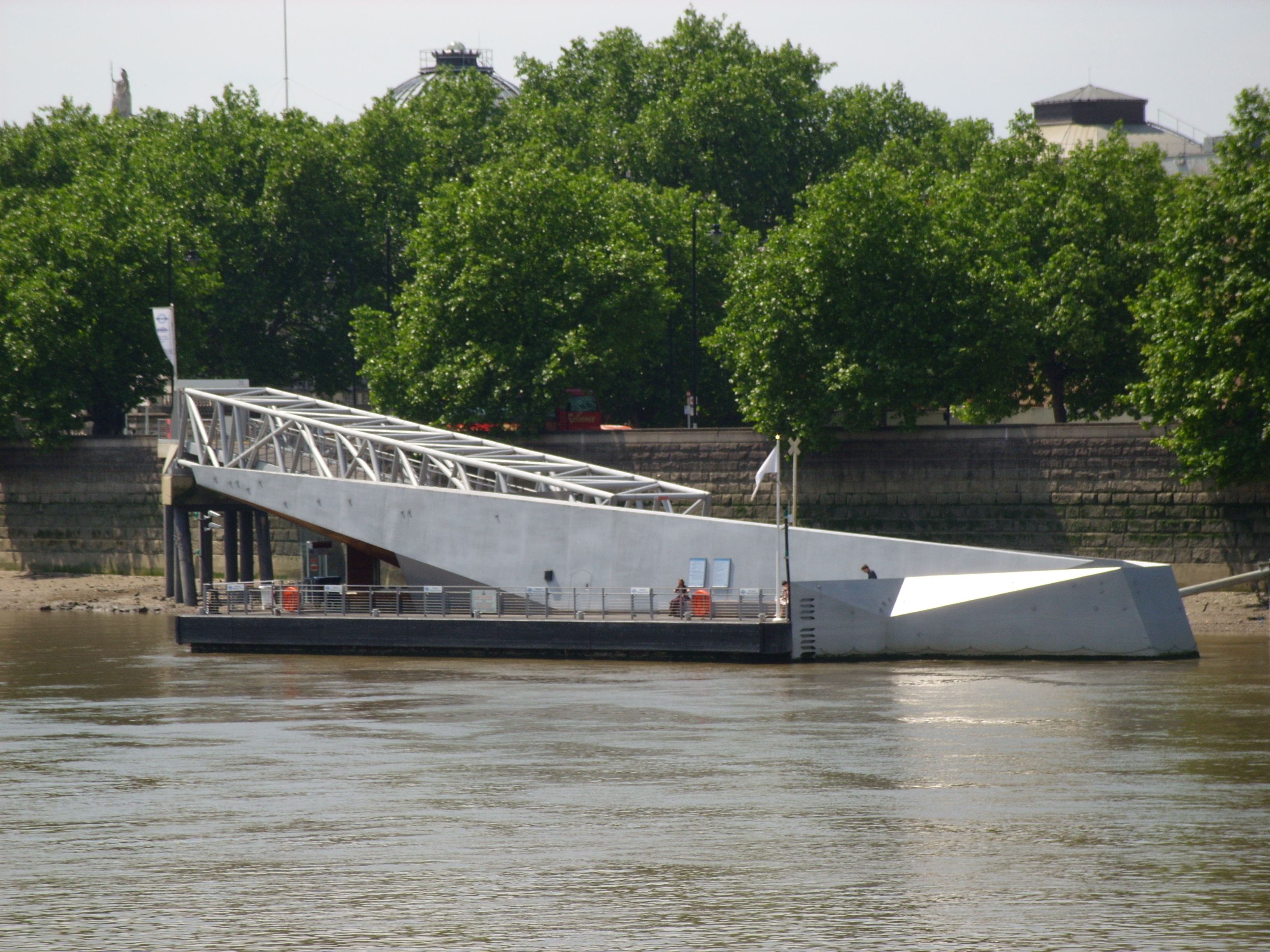
ميل بانك ميلينيوم، المهندس المعماري: ستيف شيلتون

| #  | رصيف                                 | الخدمات | أقرب محطة                                     | الوجهة                                             | ملاحظة                                                                                |
| -- | ------------------------------------ | --- | --------------------------------------------- | -------------------------------------------------- | ------------------------------------------------------------------------------------- |
| 1  | هامبتون كورت                         | | محطة قطار هامبتون كورت                        | قصر هامبتون كورت                                   | تحت إدارة شركة ترك لانشز المحدودة.                                                    |
| 2  | امبتون كورت لاندينج ستيج             | ويستمنستر لخدمات الركاب (قوارب نهر التايمز)                                                                       | محطة قطار هامبتون كورت                        | كورت ريتشموند على نهر تايمز                        | تحت إدارة اتحاد ويستمنستر لخدمات الركاب .                                             |
| 3  | كينغستون                             | |                                               | كينغستون على نهر تايمز                             | تحت إدارة شركة ترك لانشز المحدودة                                                     |
| 4  | رصيف كينغستون ترك                    | | محطة قطار كينغستون                            | كينغستون على نهر تايمز                             | تحت إدارة شركة ترك لانشز المحدودة.                                                    |
| 5  | هامرتون                              | | محطة قطار هامرتون لندن                        | ريتشموند على نهر تايمز هام هاوس                    | عبارة هامرتون.                                                                        |
| 6  | ريتشموند                             | ويستمنستر لخدمات الركاب (قوارب نهر التايمز)                                                                       | محطة قطار ريتشموند لندن                       | ريتشموند على نهر تايمز                             | تحت إدارة اتحاد ويستمنستر لخدمات الركاب.                                              |
| 7  | ريتشموند (سانت هيلينا)               | | محطة قطار ريتشموند لندن                       | ريتشموند على نهر تايمز                             | تحت إدارة شركة ترك لانشز المحدودة.                                                    |
| 8  | كر                                   | ويستمنستر لخدمات الركاب (قوارب نهر التايمز)                                                                       | كيو جاردن جسر كيو                             | كيو جاردن متحف الماء والبخار                       | تحت إدارة اتحاد ويستمنستر لخدمات الركاب.                                              |
| 9  | باتني                                | | محطة قطار جسر باتني                           | فولهام باتني                                       | إدارة ليفيت لانشيس                                                                    |
| 10 | واندسوورث ريفرسايد كوارتر            | | محطة قطار واندسوورث                           | واندسوورث                                          |                                                                                       |
| 11 | مرفأ تشيلسي                          | | إمبريال وارف                                  | مرفأ تشيلسي، ساندس إند                             |                                                                                       |
| 12 | كادوجان                              | |                                               | تشيلسي                                             |                                                                                       |
| 13 | ميل بانك ميلينيوم                    | | بيملكو                                        | متحف تيت                                           |                                                                                       |
| 14 | سانت جورج وارف                       | | محطة مترو فوكسهول                             |                                                    | تدار بواسطة كونسورت                                                                   |
| 15 | ويستمنستر ميلينيوم                   | سفن المدينة السياحية القوارب الشراعية تنظيم خدمات الركاب في وستمنستر (قوارب نهر التايمز) المشاهدة على نهر التايمز | ويستمنستر                                     | قصر وستمنستر دير وستمنستر                          | تدار بواسطة هيئة النقل في لندن                                                        |
| 16 | رصيف عين لندن (رصيف واترلو ميلينيوم) | | واترلو شرق واترلو                             | عين لندن منطقة الفنون في ساوث بانك                 | تدار بواسطة عين لندن                                                                  |
| 17 | رصيف إمبانكمينت                      | القوارب الشراعية المشاهدة على نهر التايمز                                                                         | إمبانكمينت تشارينغ كروس                       | عين لندن منطقة الفنون في ساوث بانك ميدان ترفلغار   | تدار بواسطة هيئة النقل في لندن                                                        |
| 18 | رصيف فيستيفال                        | المشاهدة على نهر التايمز                                                                                          | إمبانكمينت واترلو                             | عين لندن منطقة الفنون في ساوث بانك                 | تدار بواسطة هيئة النقل في لندن                                                        |
| 19 | رصيف سافوي                           | | إمبانكمينت تشارينغ كروس                       | فندق سافوي كوفنت غاردن                             |                                                                                       |
| 20 | محطة تاور لايف بوت                   | |                                               |                                                    | فقط للاستخدام بواسطة قوارب المؤسسة الملكية الوطنية لقوارب النجاة؛ وليس مفتوحا للعامة. |
| 21 | رصيف بلاكفريارس ميلينيوم             | | بلاكفرايرز                                    | كاتدرائية القديس بولس متحف تيت                     | تدار بواسطة هيئة النقل في لندن                                                        |
| 22 | رصيف بانك سايد                       | القوارب الشراعية المشاهدة على نهر التايمز                                                                         | بلاكفرايرز                                    | شكسبير غلوب متحف تيت                               | تدار بواسطة هيئة النقل في لندن                                                        |
| 23 | لندن بريدج سيتي                      | | لندن بريدج                                    | أتش أم أس بلفاست كاتدرائية ساوثوارك                |                                                                                       |
| 24 | تاور ميلينيوم                        | | تاور هيل تاور غيتوي فينتشيرش ستريت            | برج لندن جسر البرج                                 | تدار بواسطة هيئة النقل في لندن                                                        |
| 25 | رصيف تاور بريدج                      | المشاهدة على نهر التايمز                                                                                          | تاور هيل تاور غيتوي                           | ارصفة سانت كاثرين برج لندن جسر البرج               |                                                                                       |
| 26 | رصيف نيلسون                          | | –                                             | روثرهايت                                           | فقط لعبارة كناري وارف-روثرهايت                                                        |
| 27 | رصيف كناري وارف                      | | محطة قطار كناري وارف الخفيفة كناري وارف       | كناري وارف                                         |                                                                                       |
| 28 | رصيف جرين لاند                       | | محطة قطار سوري كوايز                          | رصيف جرين لاند                                     |                                                                                       |
| 29 | رصيف ماست هاوس تيراس                 | | محطة مترو آيلاند غاردينز                      | جزيرة الكلاب                                       |                                                                                       |
| 30 | رصيف غرينتش                          | السفن السياحية القوارب الشراعية المشاهدة على نهر التايمز رحلات فيكونت البحرية                                     | محطة مترو كوتي سارك محطة مترو غرينيتش         | غرينتش قارب كوتي سارك الشراعي المتحف البحري الوطني | تدار بواسطة هيئة النقل في لندن                                                        |
| 31 | رصيف شمال غرينتش                     | | محطة مترو شمال غرينتش                         | قبة الألفية                                        |                                                                                       |
| 32 | رصيف بارير جاردنز                    | المشاهدة على نهر التايمز (يطلب الحجز المسبق)                                                                      | وولويتش دوكيارد                               | حاجز نهر التايمز                                   | صيفا فقط                                                                              |
| 33 | رصيف رويال وارف                      | | محطة مترو بونتون دوك محطة مترو غرب سيليفرتاون | رويال وارف                                         | افتتح في 2019                                                                         |
| 34 | رصيف وولويتش                         | | وولويتش دوكيارد وولويتش أرسنال                | وولويتش الطريق الدائري الجنوبي                     | فقط لخدمة عبارات وولويتش                                                              |
| 35 | رصيف شمال وولويتش                    | | محطة مترو كينغ جورج الخامس                    | وولويتش الطريق الدائري الشمالي مطار لندن سيتي      | فقط لخدمة عبارات وولويتش                                                              |
| 36 | رصيف وولويتش أرسنال                  | | وولويتش أرسنال                                | وولويتش                                            |                                                                                       |
| 37 | رصيف باركينج ريفرسايد                | RB1 | باركينج ريفرسايد                              | باركينج ريفرسايد                                   | من المقرر افتتاحه في أواخر عام 2021                                                   |

## وصلات خارجية
- الموقع الرسمي

لا توجد روابط لمواقع التواصل الاجتماعي.